# Рочина, Рубен
Рубе́н Рочина Найхес (исп. Rubén Rochina Naixes; 23 марта 1991, Сагунт, Испания) — испанский футболист. Играет чаще всего на позиции оттянутого форварда, реже — на месте атакующего флангового полузащитника.
Рочина является воспитанником «Барселоны», за вторую команду которой выступал два с половиной года. В 2011 году он стал игроком английского «Блэкберн Роверс», где провёл ещё три с половиной сезона, дважды отправляясь в полугодичные аренды в «Сарагосу» и «Райо Вальекано», в 2014—2016 годах выступал на родине за «Гранаду». Рочина выступал за юношеские сборные Испании различных возрастных категорий, в 2008 году он с командой юношей до 17 лет стал чемпионом Европы.

## Клубная карьера
Рубен Рочина начинал заниматься футболом в школе клуба «Валенсия», ещё в детском возрасте перевёлся в академию «Барселоны», где провёл почти семь лет. В 2008 году он впервые стал привлекаться к играм за вторую команду клуба, которая выступала тогда в Сегунде B. В первой половине сезона 2010/11, когда вторая команда играла уже в Сегунде, Рочина провёл за неё 13 матчей и забил 2 гола.
31 января 2011 года Рочина, не сыгравший за основной состав «Барселоны» ни одного матча, подписал четырёхлетний контракт с английским клубом «Блэкберн Роверс». Тогдашний тренер «Роверс» Стив Кин, комментируя переход испанца, назвал его талантливым молодым игроком, способным сыграть на разных атакующих позициях. Рочина не сразу сумел пробиться в основной состав, больше выступал за команду резервистов, сыграв в Премьер-лиге сезона 2010/11 всего четыре матча. Однако в следующем сезоне он уже регулярно выходил на поле, проведя в общей сложности 18 матчей и забив 2 гола.
После вылета «Блэкберна» из Премьер-лиги в сезоне 2012/13 Рочина остался в команде и продолжил регулярно играть за основной состав. Новый главный тренер «Роверс», Хеннинг Берг, высоко отзывался об игре испанца. К середине сезона Рочина сыграл в Чемпионате Футбольной лиги 19 матчей (из которых 11 начинал в стартовом составе), забил 5 голов и отдал 4 голевые передачи. Однако в целом команда выступала слабо, несколько раз руководство сменило тренера, в итоге Рочина выразил желание покинуть «Блэкберн Роверс». 31 января 2013 года он вернулся в Испанию, по договору аренды перейдя до конца сезона в клуб «Реал Сарагоса». Уже 3 февраля 2013 года Рочина дебютировал в испанской Примере, выйдя на замену в матче «Малагой». Он стал одним из основных игроков «Сарагосы», провёл в её составе 15 матчей и отметился одним забитым голом, но не смог помочь команде удержаться в Примере.
Летом 2013 года Рочина вернулся в «Блэкберн Роверс», хотя интерес к нему проявлял другой английский клуб, «Хаддерсфилд Таун». 4 августа 2013 года, уже в первом матче нового сезона, он серьёзно травмировал левое плечо и вынужден был покинуть поле на носилках. Повреждение потребовало операции и длительного восстановления продолжительностью в три месяца. Вернулся в строй Рочина лишь в ноябре, но в основном составе не закрепился, сыграв после травмы за «Блэкберн» всего четыре матча. В январе 2014 года руководство «Роверс» вновь отдало Рочину в аренду до конца сезона испанскому клубу, на этот раз «Райо Вальекано». Тренер «Блэкберна» Гэри Бойер выразил надежду, что на родине Рочина получит достаточно игровой практики, чтобы набрать форму и будущим летом вернуться в основной состав английского клуба. 26 января 2014 года Рочина сыграл свой первый матч за «Райо Вальекано». Ему удалось закрепиться в команде, за которую он сыграл 17 матчей и забил 3 гола.
5 августа 2014 года Рочина окончательно покинул «Блэкберн Роверс» и подписал четырёхлетний контракт с клубом испанской Примеры «Гранада», сумма трансфера не разглашалась. На протяжении двух сезонов он был одним из игроков основного состава команды, в Примере сыграл за «Гранаду» 54 матча и забил 8 голов.
20 июля 2016 года Рочина перешёл в казанский «Рубин», который заплатил сумму отступных, прописанную в контракте футболиста. По информации испанского издания Marca, эта сумма составила 10 млн евро, 15 % от неё получил «Блэкберн Роверс».

## Выступления за сборную
В 2008 году Рочина вошёл в состав сборной Испании среди юношей до 17 лет, которая выиграла проходивший в Турции чемпионат Европы. На турнире Рубен отметился двумя забитыми голами, в финальном матче против сборной Франции он вышел на замену. В 2009 году Рочина сыграл один матч за сборную юношей до 18 лет, а в 2010 году с юношеской сборной до 19 лет дошёл до финала чемпионата Европы, в котором испанцы уступили французской команде.

## Статистика
| Клуб                       | Сезон                      | Национальный чемпионат     | Национальный чемпионат | Национальный чемпионат | Национальные кубки | Национальные кубки | Еврокубки | Еврокубки | Всего | Всего |
| Клуб                       | Сезон                      | Лига                       | Игры                   | Голы                   | Игры               | Голы               | Игры      | Голы      | Игры  | Голы  |
| -------------------------- | -------------------------- | -------------------------- | ---------------------- | ---------------------- | ------------------ | ------------------ | --------- | --------- | ----- | ----- |
| Барселона B                | 2008/09                    | Сегунда B                  | 10                     | 2                      | 0                  | 0                  | 0         | 0         | 10    | 2     |
| Барселона B                | 2009/10                    | Сегунда B                  | 3                      | 0                      | 0                  | 0                  | 0         | 0         | 3     | 0     |
| Барселона B                | 2010/11                    | Сегунда                    | 13                     | 2                      | 0                  | 0                  | 0         | 0         | 13    | 2     |
| Всего за «Барселону B»     | Всего за «Барселону B»     | Всего за «Барселону B»     | 26                     | 4                      | 0                  | 0                  | 0         | 0         | 26    | 4     |
| Блэкберн Роверс            | 2010/11                    | Премьер-лига               | 4                      | 0                      | 0                  | 0                  | 0         | 0         | 4     | 0     |
| Блэкберн Роверс            | 2011/12                    | Премьер-лига               | 18                     | 2                      | 5                  | 4                  | 0         | 0         | 23    | 6     |
| Блэкберн Роверс            | 2012/13                    | Чемпионшип                 | 19                     | 5                      | 3                  | 0                  | 0         | 0         | 22    | 5     |
| Блэкберн Роверс            | 2013/14                    | Чемпионшип                 | 5                      | 0                      | 0                  | 0                  | 0         | 0         | 5     | 0     |
| Всего за «Блэкберн Роверс» | Всего за «Блэкберн Роверс» | Всего за «Блэкберн Роверс» | 46                     | 7                      | 8                  | 4                  | 0         | 0         | 54    | 11    |
| Реал Сарагоса              | 2012/13                    | Примера                    | 15                     | 1                      | 0                  | 0                  | 0         | 0         | 15    | 1     |
| Райо Вальекано             | 2013/14                    | Примера                    | 17                     | 3                      | 0                  | 0                  | 0         | 0         | 17    | 3     |
| Гранада                    | 2014/15                    | Примера                    | 19                     | 2                      | 0                  | 0                  | 0         | 0         | 19    | 2     |
| Гранада                    | 2015/16                    | Примера                    | 35                     | 6                      | 3                  | 0                  | 0         | 0         | 38    | 6     |
| Всего за «Гранаду»         | Всего за «Гранаду»         | Всего за «Гранаду»         | 54                     | 8                      | 3                  | 0                  | 0         | 0         | 57    | 8     |
| Рубин                      | 2016/17                    | Премьер-лига               | 8                      | 1                      | 1                  | 0                  | 0         | 0         | 9     | 1     |
| Всего за карьеру           | Всего за карьеру           | Всего за карьеру           | 166                    | 24                     | 12                 | 4                  | 0         | 0         | 178   | 28    |